# أسمنت ورقي
الأسمنت الورقي (Papercrete) هو مادة بناء مركبة، تتكون من تكتل أسمنتي ونسبة من ألياف الورق، مع إمكانية إضافة الرمل.